# Episodi di Lioness (prima stagione)
La prima stagione della serie televisiva Lioness, composta da 8 episodi, è stata rilasciata su Paramount+, con cadenza settimanale, dal 23 luglio 2023 al 3 settembre 2023.
| nº | Titolo originale              | Titolo italiano                   | Pubblicazione    |
| -- | ----------------------------- | --------------------------------- | ---------------- |
| 1  | Sacrificial Soldiers          | Soldati sacrificali               | 23 luglio 2023   |
| 2  | The Beating                   | Il pestaggio                      | 23 luglio 2023   |
| 3  | Bruise Like a Fist            | Un livido come un pugno           | 30 luglio 2023   |
| 4  | The Choice of Failure         | La scelta di fallire              | 6 agosto 2023    |
| 5  | Truth Is the Shrewdest Lie    | La verità è la bugia più astuta   | 13 agosto 2023   |
| 6  | The Lie Is the Truth          | La bugia è la verità              | 20 agosto 2023   |
| 7  | Wish the Fight Away           | Allontanarsi dalla lotta          | 27 agosto 2023   |
| 8  | Gone Is the Illusion of Order | Svanita è l'illusione dell'ordine | 3 settembre 2023 |

## Soldati sacrificali
- Titolo originale: Sacrificial Soldiers
- Diretto da: John Hillcoat
- Scritto da: Taylor Sheridan

## Il pestaggio
- Titolo originale: The Beating
- Diretto da:  John Hillcoat
- Scritto da: Taylor Sheridan

## Un livido come un pugno
- Titolo originale: Bruise Like a Fist
- Diretto da: Anthony Byrne
- Scritto da: Taylor Sheridan and Thomas Brady

## La scelta di fallire
- Titolo originale: The Choice of Failure
- Diretto da: Anthony Byrne
- Scritto da: Taylor Sheridan

## La verità è la bugia più astuta
- Titolo originale: Truth Is the Shrewdest Lie
- Diretto da: Paul Cameron
- Scritto da: Taylor Sheridan

## La bugia è la verità
- Titolo originale: The Lie Is the Truth
- Diretto da: Paul Cameron
- Scritto da: Taylor Sheridan

## Allontanarsi dalla lotta
- Titolo originale: Wish the Fight Away
- Diretto da: John Hillcoat
- Scritto da: Taylor Sheridan

## Svanita è l'illusione dell'ordine
- Titolo originale: Gone Is the Illusion of Order
- Diretto da: John Hillcoat
- Scritto da: Taylor Sheridan